# Буториха
Буториха — река в России, протекает в Каракулинском районе Республики Удмуртия. Правый приток Камы.

## География
Река Буториха берёт начало неподалёку от бывшей деревни Буториха. Течёт на юго-восток по открытой местности. Устье реки находится у села Вятское в 205 км по правому берегу реки Кама. Длина реки составляет 15 км.

## Данные водного реестра
По данным государственного водного реестра России относится к Камскому бассейновому округу, водохозяйственный участок реки — Кама от Воткинского гидроузла до Нижнекамского гидроузла, без рек Буй (от истока до Кармановского гидроузла), Иж, Ик и Белая, речной подбассейн реки — бассейны притоков Камы до впадения Белой. Речной бассейн реки — Кама.
Код объекта в государственном водном реестре — 10010101412111100016691.